# Eleccions legislatives turques de 1973

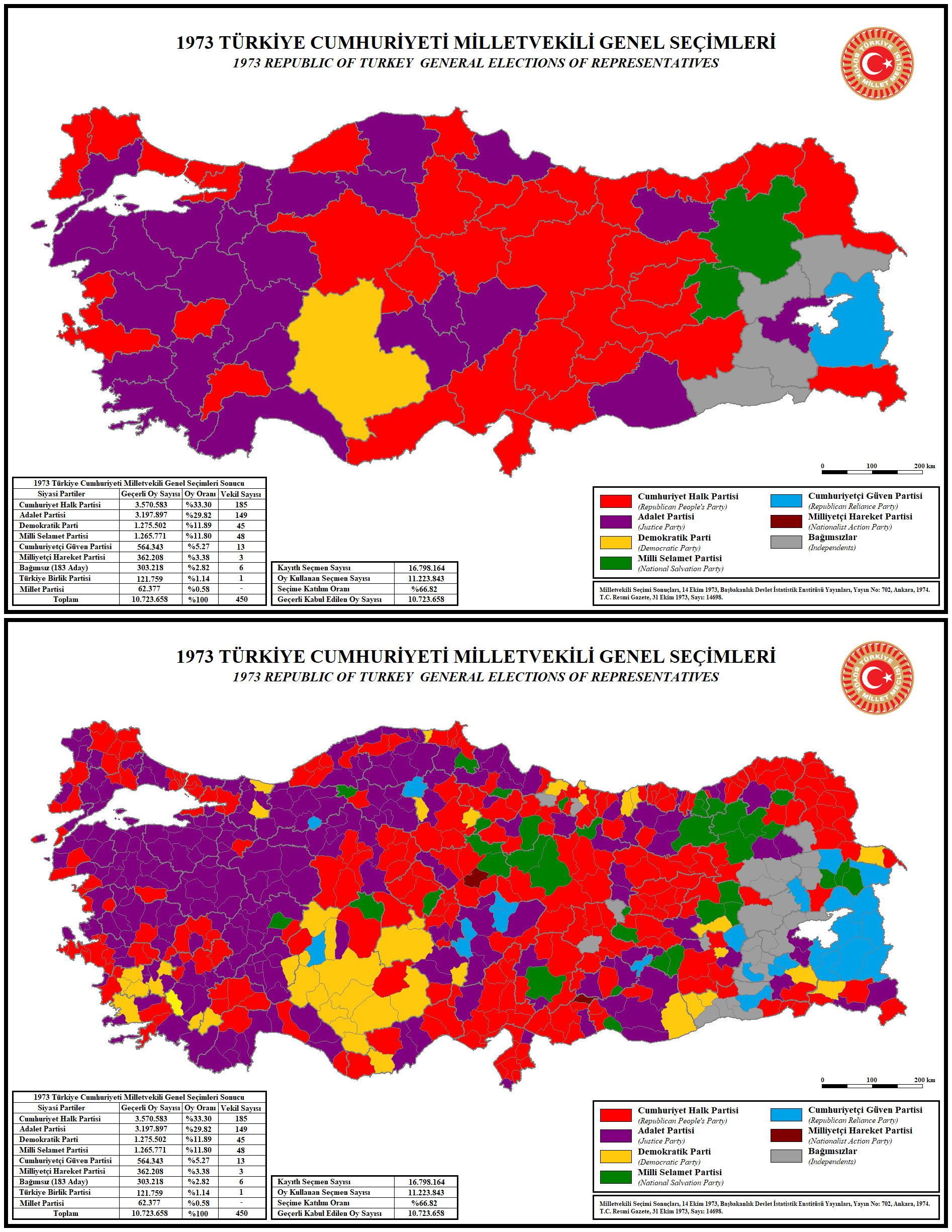

Les eleccions legislatives turques de 1973 se celebraren el 14 d'octubre de 1973 per a escollit els 450 diputats de la Gran Assemblea Nacional de Turquia. El partit més votat fou el Partit Republicà del Poble, però li mancava majoria absoluta i cap partit li donava suport. Es formaren dos governs provisionals fins que el gener de 1974 Bülent Ecevit fou nomenat primer ministre de Turquia.

## Resultats
Resultats de les eleccions a l'Assemblea de Turquia de 14 d'octubre de 1973.
| Partits                                                                 | Vots       | Vots   | Vots | Escons | Escons |
| Partits                                                                 | No.        | %      | +− % | No.    | +−     |
| ----------------------------------------------------------------------- | ---------- | ------ | ---- | ------ | ------ |
| Partit Republicà del Poble (Cumhuriyet Halk Partisi)                    | 3.570.530  | 33,3   |      | 185    |        |
| Partit de la Justícia (Adalet Partisi)                                  | 3.197.897  | 29,8   |      | 149    |        |
| Partit Democràtic (Demokratik Parti)                                    | 1.275.502  | 11,9   |      | 45     |        |
| Partit de Salvació Nacional (Milli Selâmet Partisi)                     | 1.265.771  | 11,8   |      | 48     |        |
| Partit de la Confiança Republicana (Cumhuriyetçi Güven Partisi)         | 564.343    | 5,3    |      | 13     |        |
| Partit del Moviment Nacional (Milliyetçi Hareket Partisi)               | 362.208    | 3,4    |      | 3      |        |
| Independents                                                            | 303.218    | 2,8    |      | 6      |        |
| Partit de la Unió Turca (Türkiye Birlik Partisi)                        | 121.759    | 1,1    |      | 1      |        |
| Partit Nacional (Millet Partisi)                                        | 62.377     | 0,61   |      | 0      |        |
| Vots vàlids                                                             | 10.723.657 | 100.00 |      | 450    |        |
| Vots nuls                                                               | 70.137     |        |      |        |        |
| Electorat                                                               | 16.798.255 |        |      |        |        |
| Participació                                                            | 66,82%     |        |      |        |        |
| - Fonts: Resultats a belgenet.net Arxivat 2007-10-07 a Wayback Machine. |            |        |      |        |        |